# Philippe Vichard
Philippe Vichard, né le 26 mars 1931 à Laxou, mort le 12 juillet 2008  à Besançon, est un médecin, chirurgien français. Il fut président de l'Académie nationale de chirurgie en 2008.

## Biographie
Interne des Hôpitaux de Nancy à partir de 1953 il est chirurgien des Hôpitaux à partir de 1962.
Chef de Clinique Chirurgicale en 1958 à Nancy . Il est agrégé de Chirurgie générale affecté à la Faculté de médecine de Nancy puis à la Faculté de Besançon.
Il devient à partir de 1971 professeur d'orthopédie-traumatologie à la faculté de médecine de Besançon. Il est correspondant national de l'Académie de médecine en 1991 ainsi que membre titulaire de l'Académie nationale de chirurgie. Il est également membre de la Société française de chirurgie orthopédique et traumatologique. Il devient président du 63e Congrès national de la SOFCOT en 1988.
Il est entre 2000 et 2002 président de la Société française de chirurgie de la main.
Il occupe plusieurs postes dont ceux de:
- président d'honneur de la Société de chirurgie orthopédique et traumatologique de l'est de la France ;
- membre correspondant de la Société française de chirurgie plastique ;
- membre correspondant de la Société suisse de traumatologie ;
- membre du directoire du Collège français des chirurgiens orthopédistes et traumatologues ;
- membre du Conseil scientifique de la revue de chirurgie orthopédique et réparatrice de l'appareil moteur.

### Académie nationale de chirurgie
Membre de cette institution, il en devient le président en 2008. À sa mort, il est remplacé par Jacques Poilleux.